# Eutonía
La eutonía (del griego εὖ eû 'bien' y τόνος tónos 'tono') es una disciplina corporal transdisciplinar de autodesarrollo creada por Gerda Alexander en 1959 con fines terapéuticos y educativos, y que considera el cuerpo como la base fundamental del ser y como el centro de la experiencia.
La eutonía se centra en lograr el equilibrio armonioso de la tonicidad en constante adaptación a la actividad y las acciones de la persona en cada momento de su vida.

## Objetivos
En su libro La Eutonía, Gerda Alexander describe los objetivos de su sistema:
- Desarrollar una conciencia más profunda de la realidad corporal y espiritual como verdadera unidad;
- Orientar la exploración del cuerpo hacia el “descubrimiento de sí mismo”;
- Construir “la aptitud para ser de ser objeto de la propia observación”;
- Descubrir a través de una investigación personal los “vínculos íntimos que existen entre la tonicidad y lo vivido consciente e inconscientemente”;
- Adquirir “el tono adecuado no sólo para la relajación sino para la vida”.

Gerda distingue entre la relajación como estado de tono bajo y la regulación del tono para adaptarlo a las distintas "demandas de la existencia". El tono sería un estado con una amplia gama de tonicidades, tantas como emociones existen. Mediante el desarrollo de la conciencia corporal, se logra la conexión con esta diversidad.

## Método
Gerda Alexander tenía como requisito básico no interferir en el desarrollo de sus alumnos como seres autónomos. Así lo reflejan las consignas o principios que propuso: 
1. El alumno es quien debe trabajar consigo mismo sin adaptar ni copiar ningún movimiento preestablecido.
2. El eutonista no debe indicar al alumno lo que debe experimentar o sentir, para que por sí solo aprenda a adquirir una actitud y atención perceptiva predispuesta, abierta, y flotante no sujeta a la espera de fines o resultados.[1]

### Principios
1. El desarrollo de la Conciencia de la Piel (o sentido del tacto)
2. El principio del Contacto Consciente sobre la base de los dos principios anteriores
3. El principio de Consciencia de los Huesos
4. El principio del Consciencia del Espacio Interno